# Taraxacum cristatum
Taraxacum cristatum — вид квіткових рослин з родини айстрових (Asteraceae). Вид зростає в Європі: Австрія, Польща, Чехія, Словаччина, Угорщина; це багаторічна рослина помірних біомів.